# Omphalotrochidae
De Omphalotrochidae zijn een familie van uitgestorven weekdieren uit de klasse van de Gastropoda (slakken).